# Projectielassen

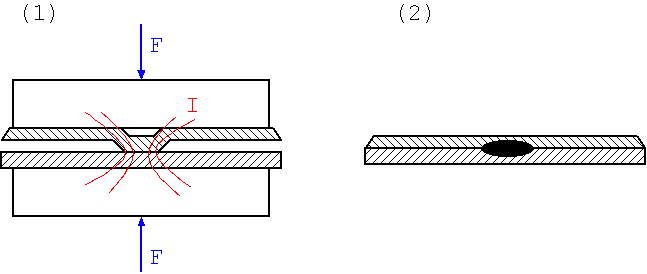
projectielassen van twee platen metaal waarvan er één voorgevormd is.
F=kracht, I=stroom

Projectielassen is een lasproces dat wordt toegepast op dunne voorgevormde metalen platen of op kleine voorwerpen die op metaalplaat worden bevestigd.

## Kenmerken
Projectielassen is een vorm van weerstandlassen en is te beschouwen als een variant op het puntlassen.
De te lassen delen worden ingeklemd tussen twee vlakke elektroden. Vervolgens laat men daardoorheen een zeer grote elektrische stroom lopen, waardoor het van tevoren bepaalde contactvlak zodanig verhit wordt dat het deegachtig wordt of smelt. Door de uitwendig aangebrachte druk versmelten de delen en wordt de lasverbinding gevormd.

## Proces
De essentie van deze lasmethode is dat op één of beide te lassen delen een kraagje of uitstekende puntjes zijn aangebracht. Ook kan het zijn dat op deze plaats van tevoren een uitstulping is aangebracht. Als de te lassen voorwerpen tegen elkaar aangedrukt worden, maken ze contact op die plaatsen en daardoorheen gaat dan de lasstroom lopen. Dit is een zeer grote stroom (in de orde van honderden ampère) en kan zowel gelijkstroom als wisselstroom zijn. De verdikkingen smelten en gaan geheel op in de las. Zodoende kan nauwkeurig de plaats en vorm van de lasverbinding worden bepaald.
Het is mogelijk om meerdere lasverbindingen te maken in één actie. De stroom verdeelt zich dan over de verschillende lasplaatsen.
Het verschil met puntlassen is gelegen in het feit dat bij puntlassen de plaats en vorm van de las bepaald wordt door die van de elektroden terwijl deze bij het projectielassen wordt bepaald door de uitstekende delen.
Doordat de las in korte tijd gevormd wordt en doordat het proces zich afspeelt op een plaats waar weinig zuurstof uit de lucht bij kan komen, is het niet nodig een beschermgas te gebruiken.

## Toepassingen
Dit proces wordt onder andere veel toegepast in de automobielindustrie, bijvoorbeeld de op het plaatwerk gelaste moeren, onder andere te zien onder de motorkap van een auto.

## Voor- en nadelen

### Voordelen
- Zeer goed te mechaniseren.
- Er zijn geen hoogwaardige vaardigheden vereist om met deze techniek te leren lassen.

### Nadelen
- Het is noodzakelijk de werkstukken zorgvuldig voor te bereiden, of om speciaal voor dit doel vervaardigde voorwerpen (bv. moeren) te gebruiken.
- De apparatuur moet zorgvuldig ingesteld worden: Er moet een juiste tijdsduur en stroomsterkte worden gekozen en er moet exact op het juiste moment druk worden uitgeoefend, namelijk als het metaal begint te smelten.
- Beide zijden van de te maken las moeten bereikbaar zijn met de elektroden.